# Frank Orton

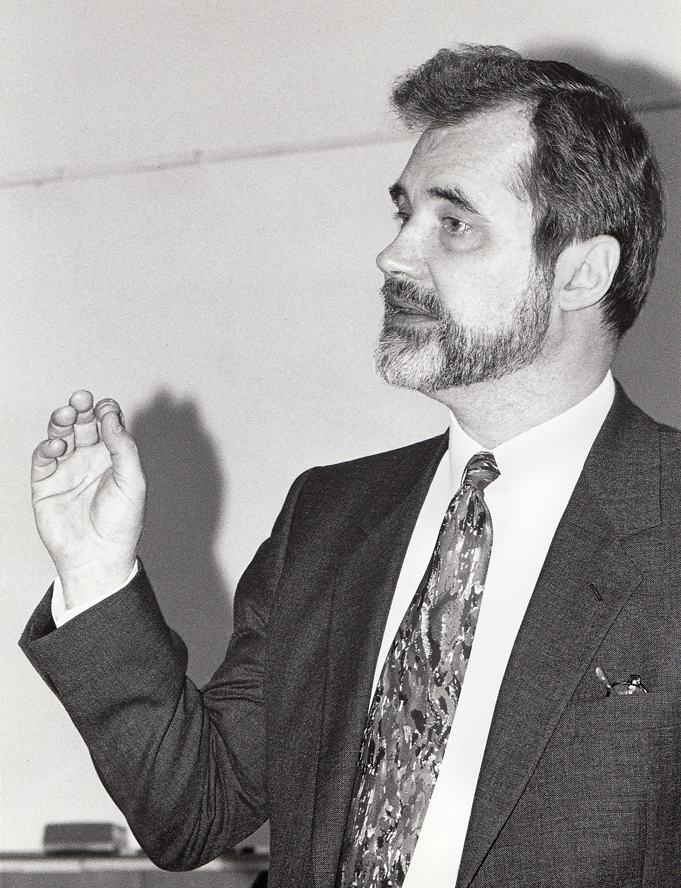
Frank Orton föreläser under ett seminarium i Malmö 1994.

Frank Orton, född 13 september 1942 i Malmö S:t Pauli församling, är en svensk jurist och ämbetsman, som varit domare och diskrimineringsombudsman (DO) i Sverige och under närmare fyra år Chefs-JO:s motsvarighet i Bosnien och Hercegovina.

## Biografi
Orton tog studenten på Malmö Latinskola 1961 och gjorde därefter sin militärtjänstgöring vid Försvarets tolkskola i Uppsala. Han avlade jur kand-examen vid Lunds universitet 1968 och studerade därefter under ett år juridik vid University of California at Berkeley. Efter fullgjord tingstjänstgöring vid Malmö tingsrätt blev han hovrättsfiskal i Skånska hovrätten 1973 och tingsfiskal i Malmö tingsrätt 1975. Han var sekreterare i den statliga utredning som avgav betänkandet Frihetsberövande vid bråk och berusning (SOU 1982:66), tf rådman i Lunds tingsrätt under 1984 och revisionssekreterare i Högsta domstolen 1985–1989, varav de tre sista åren som specialföredragande i arvs- och gåvoskattemål. Han blev direktör och chef för Radionämnden 1989 och var diskrimineringsombudsman (DO) åren 1992–1998.
Orton har haft ett flertal projektuppdrag rörande mänskliga rättigheter för EU, FN, OSCE, SIDA och UNDP, bland annat i Armenien, Georgien, Lettland, Namibia, Nicaragua, Paraguay, Sydafrika, Turkiet och Västbanken med Gazaremsan. Han var 1994–1998 förste ordförande i Europarådets European Commission against Racism and Intolerance (ECRI) och 1993–1998 en av två europeiska representanter i FN:s International Coordinating Committee (ICC) of National Human Rights Institutions (NHRI). Han var The Human Rights Ombudsman of Bosnia and Herzegovina från våren 2000 till 2004.
På uppdrag av FN:s HCHR Mary Robinson undersökte Orton 1998 som oberoende expert tillsammans med en amerikansk professor FN:s Human Rights Centers verksamhet avseende National Human Rights Institutions och lade fram en rapport med förslag till åtgärder. Orton ledde 1999 en grupp som på uppdrag av The International Commission of Jurists i Genève (ICJ) publicerade en ingående rapport om Turkiets rättsväsen. På uppdrag av UNDP Armenia publicerade han 2005 en handbok för ombudsmän och offentliga tjänstemän som finns tillgänglig på internet. Han har också publicerat ett flertal längre och kortare artiklar på engelska om mänskliga rättigheter och om ombudsmannaämbetet.
Orton är sedan 2007 visiting professor vid Széchenyi István University  i Györ, Ungern, där han 2014 promoverades till juris hedersdoktor.
Orton tog 2004 initiativ till bildandet av Frank Heller-sällskapet och är sedan 2011 sällskapets hedersordförande. Han är sedan 2015 också ordförande i Sällskapet Heimdall i Malmö.

### Familj
Orton är son till majoren Bertel Orton (1915–1994) och dotterson till häradshövdingen Ivar Öhman (1868–1937). Han var 1977–1983 gift med hovrättsrådet Birgitta Orton Åqvist, född Bohman (1934—1995), med vilken han har en gemensam dotter. 
Han är ättling till konsul Petter Olsson i Helsingborg (1830–1911) och sedan 2005 ordförande i Släktföreningen Konsul P Olssons ättlingar.